# Lormanje
Lormanje – wieś w Słowenii, w gminie Lenart. W 2018 roku liczyła 169 mieszkańców.